# Nonconformism
Termenul de anticonformism sau nonconformism a apărut la mijlocul secolului al XX-lea. El este format din elementul grecesc anti- (αντι), care înseamnă „opus”, „împotriva”, și din substantivul conformism, care se referă la cineva care se conformează normelor legale, dar poate desemna în mod peiorativ atitudinea pasivă a unei persoane care se conformează ideilor și mediului social.

## Definiție
Anticonformistul este opusul conformistului. Acest cuvânt este folosit pentru a se referi la atitudinea de opoziție față de conformism sau chiar de ostilitate față de normele și practicile stabilite.
Norma, din latinescul norma (echer, regulă), este folosit cu sensul de model, de referință sau de regulă. Ea corespunde de obicei stării obișnuite, conformă majorității situațiilor, adică normalității.
Orice individ care, în societate, se abate de la norme, este adesea considerat ca anormal și, uneori, chiar cu un caracter deviant. Pe acest subiect, André Gide (scriitor franceză din secolul al XX-lea) a scris: „Orice gândire neconformistă este suspectă”, adică suspectă în ochii celor care aderă la un standard de gândire și, de multe ori, de comportament. Aceste persoane vor arăta în cele din urmă, că dorința lor de imitare este mare. Spre exemplu, Marcel, personajul romanului Conformisme (1951) al lui Alberto Moravia, este încântat de a fi ca toți ceilalți.
Nonconformistul este adesea un individualist, cuvânt derivat din latinescul dividere, care înseamnă „a împărți”, „a separa”. El este „separat” de masa oamenilor, de mediu, deoarece nu se conformează modelelor impuse de majoritate. Nonconformistul își afirmă originalitatea; într-adevăr, el își dorește să inoveze, să inventeze.
De exemplu, artiștii romantici de la începutul secolului al XIX-lea sau pictorii impresioniști care s-au opus atunci prin libertatea lor de creație normelor estetice ale picturii academiste. Și, mai aproape de perioada prezentă, mișcarea suprarealistă, care a marcat profund anii 1920 și 1930.
Dar dacă conformismul favorizează integrarea socială, nonconformismul este uneori o sursă de neîncredere (vezi citatul lui André Gide de mai sus), de ostilitate sau chiar de excludere din partea reprezentanților respectării normelor.
În Rinocerii, o piesă de Eugen Ionescu, publicată în 1960, autorul subliniază dificultatea de a fi nonconformist. Fidelitatea față de sine, refuzul de a „gândi ca ceilalți” sau de a fi ca ei, este o sursă de durere. Astfel, Bérenger, alterego-ul lui Ionescu și „anti-eroul” piesei, refuză conformismul, care îi câștigă rapid pe semenii săi. El percepe pericolele „rinocerizării”, alegorie a ideologiilor totalitare, care contaminează limba, gândirea și comportamentul. Bérenger se simte diferit, la fel ca Străinul lui Albert Camus. Afirmarea finală a diferenței (aici, a fi un om, chiar omul singur în fața rinocerilor care au devenit contemporanii săi, fascinați și orbiți de ideologia mediului social) îl marginalizează. El devine, printr-o inversare derutantă de valori, un monstru, în proprii săi ochi și în ochii celorlalți.
De aici provine strigătul lui : „Împotriva întregii lumi, mă voi apăra! Eu sunt ultimul om [...] Eu nu capitulez.”
Dar, dacă nonconformistul poate fi un luptător, un rebel, filosoful Pascal Bruckner susține în „conformismul subversiunii” că o critică sistematică a societăților moderne și, mai ales, a sistemului liberal, a publicității și a mass-mediei devine un conformism inversat, un mod nou, la fel de excesiv și ridicol, de a te comporta ca o oaie.
Pierre Bourdieu a subliniat, de asemenea, în cartea Sur la télévision conformitatea și omogenizare gândirii vehiculate în majoritatea mijloacelor media.